# Catagramma mengeli
Catagramma mengeli är en fjärilsart som beskrevs av Dillon 1948. Catagramma mengeli ingår i släktet Catagramma och familjen praktfjärilar. Inga underarter finns listade i Catalogue of Life.